# MAGIC CAPSULE
『MAGIC CAPSULE（マジック・カプセル）』とは、1979年10月25日に発売されたゴダイゴの1stライブ・アルバムである。

## 概要
- ゴダイゴが全盛期にリリースした最初のライブ・アルバムであり、同名ドキュメンタリー映画のサウンドトラックでもある。
- ドキュメンタリー映画は、同名の株式会社マジックカプセルの製作である。
- 表題曲は、武田薬品の「ベンザエース」CMソングであり、アルバム『CMソング・グラフィティVOL.2』にも日本語版で収録。だが英語版は2011年現在スタジオ録音盤では発表されていない。
- ライヴアルバムであるため、当然のことながらスタジオ録音盤とは異なる。もっとも大きく違うのは「SUITE:GENESIS（組曲:新創世紀）」であり、スタジオ録音盤は1つの曲が終わるごとに演奏も終わってから次の曲に入っていたが、ライヴ録音盤は1つの曲が終わっても演奏は終わることなく次の曲に入る。また歌詞も一部省略されている箇所もあるため、スタジオ録音盤では約23分かかるのに対し、ライヴ録音盤では約15分程度となっている。
- 収録されている「銀河鉄道999」は全詞英語で演奏されており、同曲のスタジオ録音英語版より先に、全編英語詞で披露された。

## 収録曲
1. MAGIC CAPSULE（マジック・カプセル）
  - 作詞:奈良橋陽子　作曲:ミッキー吉野、タケカワユキヒデ
    - 表題曲、全詞英語。
2. JOY（ジョイ）
  - 作曲:ミッキー吉野
    - instrumental。
3. WHERE'LL WE GO FROM NOW（はるかな旅へ）
  - 作詞:奈良橋陽子　作曲:タケカワユキヒデ
    - 全詞英語。曲終了後、タケカワによるMC及びメンバー紹介あり。
4. IMITATION（イミテーション）
  - 作詞:奈良橋陽子　作曲:タケカワユキヒデ
    - 全詞英語。
5. CHERRIES WERE MADE FOR EATING（君は恋のチェリー）
  - 作詞:H.E.R.BARNES　作曲:ミッキー吉野
    - 全詞英語。
6. STEPPIN' INTO YOUR WORLD（ステッピン・イントゥ・ユア・ワールド）
  - 作詞:奈良橋陽子　作曲:ミッキー吉野
    - 全詞英語。
7. LIGHTING MAN（ライティング・マン）
  - 作詞:奈良橋陽子　作曲:ミッキー吉野
    - 全詞英語。
8. SUITE:GENESIS（組曲:新創世記）
  1. CREATION（誕生）
  2. QUEEN'S SONG（女王の唄）
  3. LOVER'S LAMENT (SACRIFICIAL BLUES)（恋する男の嘆き）
  4. MOTHER AND SON（母と子）
  5. THE HEDDLE（男たちの凱歌）
  6. BUDDHA'S SONG（釈迦の歌）

  - 作詞:奈良橋陽子　作曲:タケカワユキヒデ
    - 全詞英語。曲終了後、タケカワによるMCあり。
9. DEAD END ～LOVE, FLOWERS, PROPHECY～（デット・エンド～ラブ・フラワーズ・プロフェシー～）
  - 作詞:奈良橋陽子、トミー・スナイダー　作曲:タケカワユキヒデ
    - 全詞英語。
10. MONKEY MAGIC（モンキー・マジック）
  - 作詞:奈良橋陽子　作曲:タケカワユキヒデ
    - 「THE BIRTH OF THE ODYSSEY」が冒頭に流れる。全詞英語。
11. GALAXY EXPRESS 999（銀河鉄道999）
  - 作詞:奈良橋陽子　作曲:タケカワユキヒデ
    - 全詞英語。
12. HAPPINESS（ハピネス）
  - 作詞:奈良橋陽子、山川啓介　作曲:タケカワユキヒデ
    - 1番が日本語詞、2番が英語詞。終了後、タケカワによるMCあり。
13. BEAUTIFUL NAME（ビューティフル・ネーム）
  - 作詞:奈良橋陽子、伊藤アキラ　作曲:タケカワユキヒデ
    - 観客による合唱あり。
14. GANDHARA（ガンダーラ）
  - 作詞:奈良橋陽子、山上路夫　作曲:タケカワユキヒデ
15. PROGRESS AND HARMONY（プログレス・アンド・ハーモニー）
  - 作詞:奈良橋陽子　作曲:タケカワユキヒデ
    - 全詞英語。
16. THE DRAGON'S COME ALIVE（ザ・ドラゴンズ・カム・アライヴ）
  - 作詞:奈良橋陽子　作曲:タケカワユキヒデ
    - 全詞英語。
17. MICKIE'S PIANO SOLO（ミッキーズ・ピアノ・ソロ）
  - 作曲:ミッキー吉野
    - instrumental。
18. PURPLE POISON（パープル・ポイズン）
  - 作詞:奈良橋陽子　作曲:ミッキー吉野
    - 全詞英語。
19. CELEBRATION（セレブレイション）
  - 作詞:奈良橋陽子　作曲:タケカワユキヒデ
    - 全詞英語。
20. TRY TO WAKE UP TO A MORNING（トライ・トゥ・ウェイク・アップ・トゥ・ア・モーニング）
  - 作詞:奈良橋陽子　作曲:ミッキー吉野
    - 全詞英語。